# Loïc Lagadec

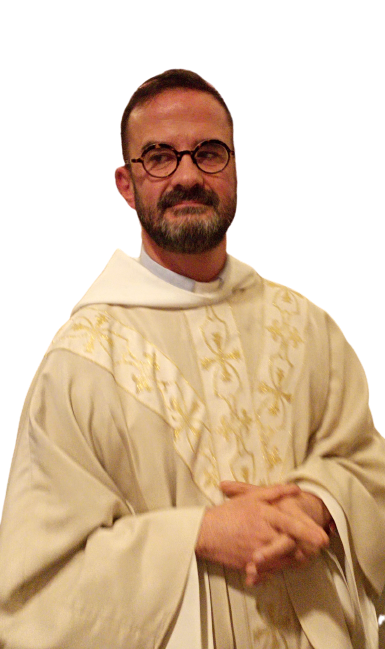
Loïc Lagadec, 2023

Loïc Lagadec (* 12. August 1974) ist ein französischer römisch-katholischer Geistlicher und Weihbischof in Lyon.

## Leben
Loïc Lagadec erwarb zunächst einen Abschluss an der Höheren Handelsschule in Montpellier. Anschließend studierte er Philosophie und katholische Theologie am Priesterseminar Saint-Irénée in Lyon und empfing am 27. Juni 2005 das Sakrament der Priesterweihe für das Bistum Grenoble-Vienne.
Nach Kaplansjahren in der Pfarrei Saint-François d’Assise in Bourgoin-Jallieu war er von 2009 bis 2016 Bischofsvikar für die Jugendpastoral. Ab 2016 war er Generalvikar des Bistums Grenoble-Vienne. Im Jahr 2022 war er während der Sedisvakanz bis zur Amtseinführung des neuen Bischofs Jean-Marc Eychenne Diözesanadministrator des Bistums. Eychenne berief ihn erneut zum Generalvikar.
Papst Franziskus ernannte ihn am 9. März 2023 zum Titularbischof von Carpentras und zum Weihbischof in Lyon. Der Erzbischof von Lyon, Olivier de Germay, spendete ihm am 30. April desselben Jahres die Bischofsweihe. Mitkonsekratoren waren der Erzbischof von Toulouse, Guy de Kerimel, und der Apostolische Nuntius in Frankreich, Erzbischof Celestino Migliore.